# Cantó de Gwened-Oest
El cantó de Gwened-Oest (bretó Kanton Gwened-Kornôg) és una divisió administrativa francesa situat al departament d'Ar Mor-Bihan a la regió de Bretanya.

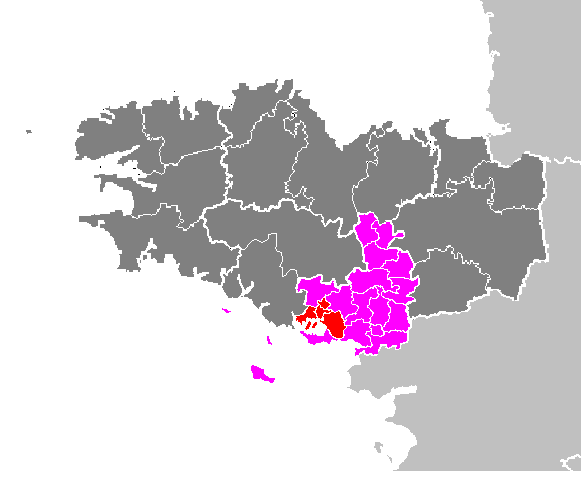
Situació del cantó

## Composició
El cantó aplega 7 comunes :
| Nom francès    | Nom bretó      | Població | km²   | Codi Postal | Codi INSEE |
| Arradon        | Aradon         | 4.719    | 18,49 | 56610       | 56003      |
| Baden          | Baden          | 3.360    | 23,53 | 56870       | 56008      |
| Île-aux-Moines | Enizenac'h     | 610      | 3,20  | 56780       | 56087      |
| Île-d'Arz      | An Arzh        | 231      | 3,30  | 56840       | 56088      |
| Larmor-Baden   | An Arvor-Baden | 954      | 3,93  | 56870       | 56106      |
| Ploeren        | Ploveren       | 3.974    | 20,44 | 56880       | 56164      |
| Gwened         | Gwened         | 15.796   |       | 56000       | 56260      |
| Cantó          | Gwened-Kornôg  | 29.644   |       | -           | 5638       |

## Evolució demogràfica
| 1962  | 1968  | 1975  | 1982  | 1990   | 1999   |
| ----- | ----- | ----- | ----- | ------ | ------ |
| 6.447 | 6.725 | 7.972 | 9.867 | 11.559 | 13.848 |

## Història
| Data d'elecció                           | Identitat  | Partit            | Qualitat |
| ---------------------------------------- | ---------- | ----------------- | -------- |
| 2004-                                    | André Gall | Partit Socialista |          |
| les dades anteriors no són pas conegudes |            |                   |          |
|                                          |            |                   |          |